# Acrophoca longirostris
Acrophoca és un gènere monotípic extint de mamífers marins que visqueren al Pliocè inferior. Era probablement el predecessor de la foca lleopard.

## Descripció
Aquest animal de 150 cm de llargada era un piscívor que vivia en zones costaneres perquè el seu cos no estava ben adaptat a la vida aquàtica. La forma de les potes feia que a l'animal li resultés feixuc avançar per l'aigua. Tenia el coll llarg i el musell puntat.

## Descobriment
Les restes d'aquest animal foren trobades al Perú.